# Soudunjärvi
Soudunjärvi eller Souvunjärvi är en sjö i Finland. Den ligger i kommunen Posio i landskapet Lappland, i den norra delen av landet, 700 km norr om huvudstaden Helsingfors. Soudunjärvi ligger 245,4 meter över havet. Den är 7,3 meter djup. Arean är 2,35 kvadratkilometer och strandlinjen är 17,7 kilometer lång. Sjön  ingår i Kemi älvs huvudavrinningsområde. 